# Гаосюн (уезд)
Уезд Гаосюн (кит. трад. 高雄縣, пиньинь Gāoxióng xiàn) — бывший уезд на юге Тайваня, в 2010 году объединённый в единую административную единицу с городом Гаосюн. Столица и крупнейший город уезда — город Фэншань. Уезд граничил с городами Гаосюн и Тайнань и уездами Пиндун, Тайдун, Хуалянь, Наньтоу и Цзяи. На юго-западе уезд омывался Тайваньским проливом.

## Население
В уезде проживало 1 238 858 человек, из них 640 989 мужчин и 597 869 женщин.

## Климат
- Среднегодовая температура воздуха 25°С (в горных районах 12°С).

- Среднегодовое количество осадков 1493,5 мм. Наибольшее количество осадков приходится на период с июня по сентябрь.

## История
Долгое время это была земля народности сирая. В начале XVII века сюда пришли голландцы, а в 1661 году Чжэн Чэнгун выбил с Тайваня голландцев и создал государство семьи Чжэн. В 1683 году Чжэн Кэшуан капитулировал перед Цинской империей, и эти земли стали частью уезда Фэншань (凤山县) провинции Фуцзянь.
В 1895 году Тайвань был передан Японии, и японцы установили свою систему административно-территориального деления.
После капитуляции Японии в 1945 году Тайвань был возвращён под юрисдикцию Китая, и на этих землях был создан уезд Гаосюн.
В 2010 году территория уезда пострадала от сильного землетрясения.

## Административное деление
В состав уезда Гаосюн входил один город уездного подчинения, 3 городских волости и 23 сельские волости.

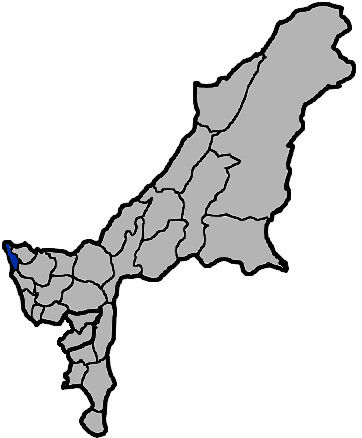

- Города уездного подчинения
  - Фэншань
- Городские волости
  - Ганшань (岡山鎮)
  - Мэйнун (美濃鎮)
  - Цишань (旗山鎮)
- Сельские волости
  - Алянь (阿蓮鄉)
  - Даляо (大寮鄉)
  - Дашэ (大社鄉)
  - Дашу (大樹鄉)
  - Хунэй (湖內鄉)
  - Цедин (茄萣鄉)
  - Цзясянь (甲仙鄉)
  - Линьюань (林園鄉)
  - Люгуй (六龜鄉)
  - Лучжу (路竹鄉)
  - Маолинь (茂林鄉)
  - Мито (彌陀鄉)
  - Намася (那瑪夏鄉)
  - Нэймэнь (內門鄉)
  - Няосун (鳥松鄉)
  - Цяотоу (橋頭鄉)
  - Жэньу (仁武鄉)
  - Шаньлинь (杉林鄉)
  - Таоюань (桃源鄉)
  - Тяньляо (田寮鄉)
  - Яньчао (燕巢鄉)
  - Юнъань (永安鄉)
  - Цзыгуань (梓官鄉)